# Mazinho
Iomar do Nascimento, conocido como Mazinho (Santa Rita, Paraíba, 8 de abril de 1966), es un exfutbolista brasileño. Jugaba de centrocampista en el Celta de Vigo. Es padre de los también futbolistas Thiago Alcántara y Rafael "Rafinha" Alcántara.

## Biografía
Debutó en 1983 en el Santa Cruz Futebol Clube, da Paraíba. En 1986 dio el salto al Vasco da Gama, en donde estuvo cuatro exitosos años y tras los cuales emigró a la liga italiana. En 1990 fichó por el  US Lecce y al año siguiente por la Fiorentina. Tras un año en el equipo toscano, regresó a su Brasil natal para jugar como cedido en el Palmeiras de São Paulo en 1992. Dos temporadas después regresa a Europa, pasando a formar parte de la plantilla del Valencia CF en agosto de 1994. Tras dos temporadas en el equipo valenciano, ficha por el Celta de Vigo, donde pasa cuatro temporadas. Tras esto estuvo en el Elche CF y  el Vitória de Bahía brasileño. 
En el Celta dejó un gran recuerdo en la afición por su carácter afable y su dominio del centro del campo, siendo una de las piezas clave de la "época dorada" del EuroCelta.
En su palmarés con clubes destacan dos Campeonatos Paulistas con el Palmeiras, dos Campeonatos Cariocas con el Vasco da Gama, además de dos Brasileiraos, uno con el Vasco y otro con el Palmeiras. También ganó dos Taças Guanabaras con el Vasco y un Torneo Río-São Paulo con el Palmeiras.

## Selección nacional
Fue internacional con la Selección de fútbol de Brasil 35 veces.
Con Brasil ganó el Mundial del año 1994, la Copa América de  1989 y fue medalla de plata en los Juegos Olímpicos de Seúl 1988.

### Participaciones en Juegos Olímpicos
| Juegos                   | Sede | Resultado  |
| ------------------------ | ---- | ---------- |
| Juegos Olímpicos de 1988 | Seúl | Subcampeón |

### Participaciones en Copas del Mundo
| Mundial                        | Sede           | Resultado        |
| ------------------------------ | -------------- | ---------------- |
| Copa Mundial de Fútbol de 1990 | Italia         | Octavos de final |
| Copa Mundial de Fútbol de 1994 | Estados Unidos | Campeón          |

### Participaciones en Copa América
| Copa              | Sede   | Resultado  |
| ----------------- | ------ | ---------- |
| Copa América 1989 | Brasil | Campeón    |
| Copa América 1991 | Chile  | Subcampeón |

## Clubes
| Club                | País                | Temporadas          | Partidos | Goles |
| ------------------- | ------------------- | ------------------- | -------- | ----- |
| Santa Cruz R. E. C. | Brasil              | 1983-1986           |          |       |
| C. R. Vasco da Gama | Brasil              | 1986-1990           | 79       | 7     |
| U. S. Lecce         | Italia              | 1990-1991           | 39       | 2     |
| A. C. F. Fiorentina | Italia              | 1991-1992           | 21       | 0     |
| S. E. Palmeiras     | Brasil              | 1992-1994           | 127      | 2     |
| Valencia C. F.      | España              | 1994-1996           | 91       | 0     |
| R. C. Celta de Vigo | España              | 1996-2000           | 138      | 10    |
| Elche C. F.         | España              | 2000-2001           | 18       | 0     |
| E. C. Vitória       | Brasil              | 2001                | 15       | 0     |
| Total en su carrera | Total en su carrera | Total en su carrera | 528      | 21    |

## Otros
Sus hijos Thiago y Rafinha Alcántara, criados en la cantera del Fútbol Club Barcelona, son también futbolistas. Thiago ( ahora retirado) fue traspasado al Liverpool en 2020 y jugó con la Selección Española de Fútbol, mientras que Rafinha actúa con el primer equipo del Barcelona FC y con la Selección de Brasil. También se considera tío del jugador Rodrigo Moreno.

## Palmarés

### Campeonatos regionales
| Título               | Club          | Región                    | Año  |
| -------------------- | ------------- | ------------------------- | ---- |
| Campeonato Carioca   | Vasco da Gama | Río de Janeiro            | 1987 |
| Taça Guanabara       | Vasco da Gama | Río de Janeiro            | 1987 |
| Campeonato Carioca   | Vasco da Gama | Río de Janeiro            | 1988 |
| Taça Guanabara       | Vasco da Gama | Río de Janeiro            | 1990 |
| Campeonato Paulista  | Palmeiras     | São Paulo                 | 1993 |
| Torneo Río-São Paulo | Palmeiras     | Río de Janeiro/ São Paulo | 1993 |
| Campeonato Paulista  | Palmeiras     | São Paulo                 | 1994 |

### Campeonatos nacionales
| Título                          | Club          | País   | Año  |
| ------------------------------- | ------------- | ------ | ---- |
| Campeonato Brasileño de Serie A | Vasco da Gama | Brasil | 1989 |
| Campeonato Brasileño de Serie A | Palmeiras     | Brasil | 1993 |
| Campeonato Brasileño de Serie A | Palmeiras     | Brasil | 1994 |

### Copas internacionales
| Título                 | Club                | Sede           | Año  |
| ---------------------- | ------------------- | -------------- | ---- |
| Juegos Olímpicos       | Selección de Brasil | Corea del Sur  | 1988 |
| Copa América           | Selección de Brasil | Brasil         | 1989 |
| Copa Mundial de Fútbol | Selección de Brasil | Estados Unidos | 1994 |

(*) Incluyendo la selección

### Distinciones individuales
| Distinción    | Año  |
| ------------- | ---- |
| Bola de Plata | 1987 |
| Bola de Plata | 1988 |
| Bola de Plata | 1989 |